# Nejstarší synagoga v Přemyšlu
Tzv. Nejstarší synagoga (Najstarsza Synagoga w Przemyślu) byla dřevěná stavba, která se nacházela v dnešním centru Přemyšle ( Podkarpatské vojvodství). Postavena byla přibližně v roce 1540 sefardskými Židy – imigranty ze Španělska. V roce 1561 byla neznámými osobami zapálena. V roce 1594 byla na jejím místě postavena nová, zděná synagoga, dnes známá pod názvem Stará synagoga.